# Mieczysław Klimek (profesor)
Mieczysław Klimek (ur. 28 października 1913 w Pabianicach, zm. 4 lipca 1995 w Łodzi) – polski inżynier elektryk, specjalista w dziedzinie urządzeń elektrycznych i cieplnych w zastosowaniach włókienniczych, były rektor Politechniki Łódzkiej.

## Życiorys
Urodził się w rodzinie Stanisława i Jadwigi Klimków. Absolwent Szkoły Rzemiosł i Gimnazjum Państwowego im. Jędrzeja Śniadeckiego w Pabianicach. W 1939 ukończył studia na Wydziale Elektrycznym Politechniki Warszawskiej i uzyskał dyplom inżyniera elektryka. 
Podczas okupacji, od listopada 1939, był nauczycielem języka niemieckiego w Szkole Rzemiosł (Deutsche Mechanische Berufschule Pabianice). W latach 1940–1941 był więźniem obozu koncentracyjnego. Po zwolnieniu z obozu, w latach 1941–1942 pracował w Fabryce Żarówek w Pabianicach POLAM. 
Po wyzwoleniu w 1945 związał się z przemysłem włókienniczym i został naczelnym inżynierem w upaństwowionych zakładach Krusche i Ender w Pabianicach, a od 1947 dyrektorem Naukowo-Badawczego Instytutu Włókiennictwa w Łodzi. Wówczas to wszedł w skład zespołu organizującego w Politechnice Łódzkiej pierwszy w Polsce Wydział Włókienniczy. W 1948 nadano mu tytuł zastępczy profesora i powierzono utworzenie i kierowanie Katedrą Urządzeń Przemysłowych Zakładów Włókienniczych Politechniki Łódzkiej, gdzie pracował aż do przejścia na emeryturę w 1984 roku. Od 1949 roku był dyrektorem Instytutu Włókiennictwa. W 1954 otrzymał tytuł profesora nadzwyczajnego, a w 1963 nominację profesora zwyczajnego. 
Jego zainteresowania badawcze obejmowały zagadnienia związane z zastosowaniami przemysłowymi. Wypromował sześciu doktorów. Był honorowym członkiem Stowarzyszenia Włókienników Polskich.
Od 1956 był członkiem Rady Głównej Szkolnictwa Wyższego. W 1952 został powołany na stanowisko rektora Wieczorowej Szkoły Inżynierskiej w Łodzi, a w latach 1953–1962 był rektorem Politechniki Łódzkiej przez trzy kadencje. W tym czasie sprowadził pierwszą maszynę cyfrową na uczelnię.
Należał do Polskiej Partii Robotniczej, a od 1948 do Polskiej Zjednoczonej Partii Robotniczej. Od 1955 do 1969 pełnił funkcję członka Komitetu Miejskiego PZPR w Łodzi. Wchodził również w skład egzekutywy tego komitetu. Był delegatem na III zjazd PZPR.
Ojciec profesora Andrzeja Klimka.
Zmarł 4 lipca 1995 w Łodzi.

## Ordery i odznaczenia
- Krzyż Komandorski Orderu Odrodzenia Polski[4]
- Krzyż Oficerski Orderu Odrodzenia Polski
- Srebrny Krzyż Zasługi[4]
- Medal 10-lecia Polski Ludowej (15 stycznia 1955)[7]
- Honorowa Odznaka Miasta Łodzi (19 stycznia 1960)[8]